# 三趾鹑科
三趾鹑科（Turnicidae）在传统分类中是鸟纲中的鸻形目一个科，有2属17种。分布在亚洲、非洲、欧洲和澳大利亚。但在DNA分类系统中则属于单独的三趾鹑下纲中。

## 种
科: 三趾鹑科
- 属: 白翅三趾鹑属（英语：Ortyxelos） Ortyxelos
  - 白翅三趾鹑（英语：Ortyxelos meiffrenii）, Ortyxelos meiffrenii
- 属: 三趾鹑属 Turnix
  - 林三趾鹑, Turnix sylvaticus
    - †塔威塔威三趾鹑, †Turnix sylvaticus suluensis (绝灭: 二十世纪中期)
    - †安达卢西亚三趾鹑, †Turnix sylvaticus sylvaticus (可能绝灭: 二十世纪末)

  - 红背三趾鹑（英语：Turnix maculosus）, Turnix maculosus
  - 非洲三趾鹑（英语：Turnix hottentottus）, Turnix hottentottus
  - 黑腰三趾鹑（英语：Turnix nanus）, Turnix nanus
  - 黄脚三趾鹑, Turnix tanki
  - 菲律宾三趾鹑（英语：Turnix ocellatus）, Turnix ocellatus
  - 棕三趾鹑, Turnix suscitator
  - 马岛三趾鹑（英语：Turnix nigricollis）, Turnix nigricollis
  - 黑胸三趾鹑（英语：Turnix melanogaster）, Turnix melanogaster
  - 栗背三趾鹑（英语：Turnix castanotus）, Turnix castanotus
  - 黄胸三趾鹑（英语：Turnix olivii）, Turnix olivii
  - 彩三趾鹑（英语：Turnix varius）, Turnix varius
    - †新喀里三趾鹑, †Turnix (varius) novaecaledoniae (绝灭: 二十世纪早期)

  - 沃氏三趾鹑（英语：Turnix worcesteri）, Turnix worcesteri
  - 松巴三趾鹑（英语：Turnix everetti）, Turnix everetti
  - 红胸三趾鹑（英语：Turnix pyrrhothorax）, Turnix pyrrhothorax
  - 小三趾鹑（英语：Turnix velox）, Turnix velox